# Catel Muller
Catel Muller, pseudoniem van Catherine Muller (Straatsburg, 27 augustus 1964), is een Frans stripauteur en illustrator. Ze illustreerde talloze romans en kinderalbums voor ze met haar stripbiografieën begon. Haar ontmoeting met scenarist-schrijver José-Louis Bocquet was doorslaggevend voor het vervolg van haar tekenwerk. Samen werkten ze aan een album dat helemaal was gewijd aan Edith Piaf. Daarop volgden de grafische romans Kiki van Montparnasse, Olympe de Gouges en Joséphine Baker. Na haar ontmoeting met Benoîte Groult – de auteur van Het leven zoals het is – ging ze alleen aan de slag. En met tekenares Claire Bouilhac peilde ze naar het miskende lot van Rose Valland en later van Mylène Demongeot in Adieu Karpov. In 2019 tekende ze, in nauwe samenwerking met zijn dochter Anne Goscinny, het levensverhaal van René Goscinny.

## Werk
- Kiki van Montparnasse (Oog & Blik, 2009)
- Olympe de Gouges (Casterman, 2012)
- Joséphine Baker
- Adieu Karpov
- Het verhaal van de Goscinny's 1: De geboorte van een Galliër (De Geus, 2020)

- Bibsys: 11078230
- Biblioteca Nacional de España: XX1602537
- Bibliothèque nationale de France: cb124467788 (data)
- International Standard Name Identifier: 0000 0001 2134 8784
- Library of Congress Control Number: nb2003046232
- Nationale Bibliotheek van Tsjechië: ola2013749497
- Nederlandse Thesaurus van Auteursnamen: 317714023
- LIBRIS: 345146
- Système universitaire de documentation: 033618232
- Virtual International Authority File: 59113702